# 298P/Christensen
298P/Christensen est une comète périodique du système solaire, découverte le 9 février 2007 par Eric J. Christensen.